# Référendum constitutionnel portugais de 1933
Le référendum constitutionnel portugais de 1933 a lieu le 19 mars 1933 afin de permettre à la population du Portugal de se prononcer sur l'adoption d'une Constitution proposée sous l'État nouveau d'António de Oliveira Salazar.
La constitution est adoptée par la quasi totalité des électeurs. Les bulletins de votes étaient pré imprimés avec un « Oui », et les électeurs devaient demander à modifier le leur pour pouvoir voter contre, effectuer un vote blanc ou nul, ou s'abstenir, rendant ainsi impossible le caractère secret du vote.

## Résultats
| Choix                     | Votes     | %     |
| ------------------------- | --------- | ----- |
| Pour                      | 1 292 864 | 99,52 |
| Contre                    | 6 190     | 0,48  |
|                           |           |       |
| Votes valides             | 1 299 054 | 99,95 |
| Votes blancs et invalides | 666       | 0,05  |
| Total                     | 1 299 720 | 100   |
| Abstention                | 30 538    | 2,30  |
| Inscrits/Participation    | 1 330 258 | 97,70 |